# Spandau Ballet
Spandau Ballet är en brittisk musikgrupp från London som bildades av Gary Kemp, Martin Kemp, John Keeble, Tony Hadley och Steve Norman 1979. De var ett av de ledande banden inom new romantic-genren och utvecklade senare en elegant och välpolerad soulpopstil. Gruppen hade stora framgångar under 1980-talet med låtar som "True" och "Gold". Bandet fick sitt namn efter ett förslag från journalisten Robert Elms. Han hade sett det klottrat på en toalettvägg i en nattklubb i Berlin. Spandau i namnet kommer från Spandau-fängelset.  
Gruppen splittrades 1990 men aviserade sin återförening i mars 2009, komplett med en turné som inleddes i oktober samma år.
Gruppen släppte sitt nya album, Once More, som innehöll omarbetade versioner av tidigare material, och den nyskrivna singeln med samma namn den 19 oktober 2009.
Martin Kemp har också en framgångsrik karriär som skådespelare och även Gary Kemp har medverkat i flera filmer, bland andra Bodyguard från 1992.
Det bekräftades den 31 juli 2014 att gruppen har arbetat med nytt material i studion med Trevor Horn.
Den 3 juli 2017 meddelade Tony Hadley på Twitter att på grund av omständigheter utanför hans kontroll var han inte längre medlem i bandet.

## Diskografi

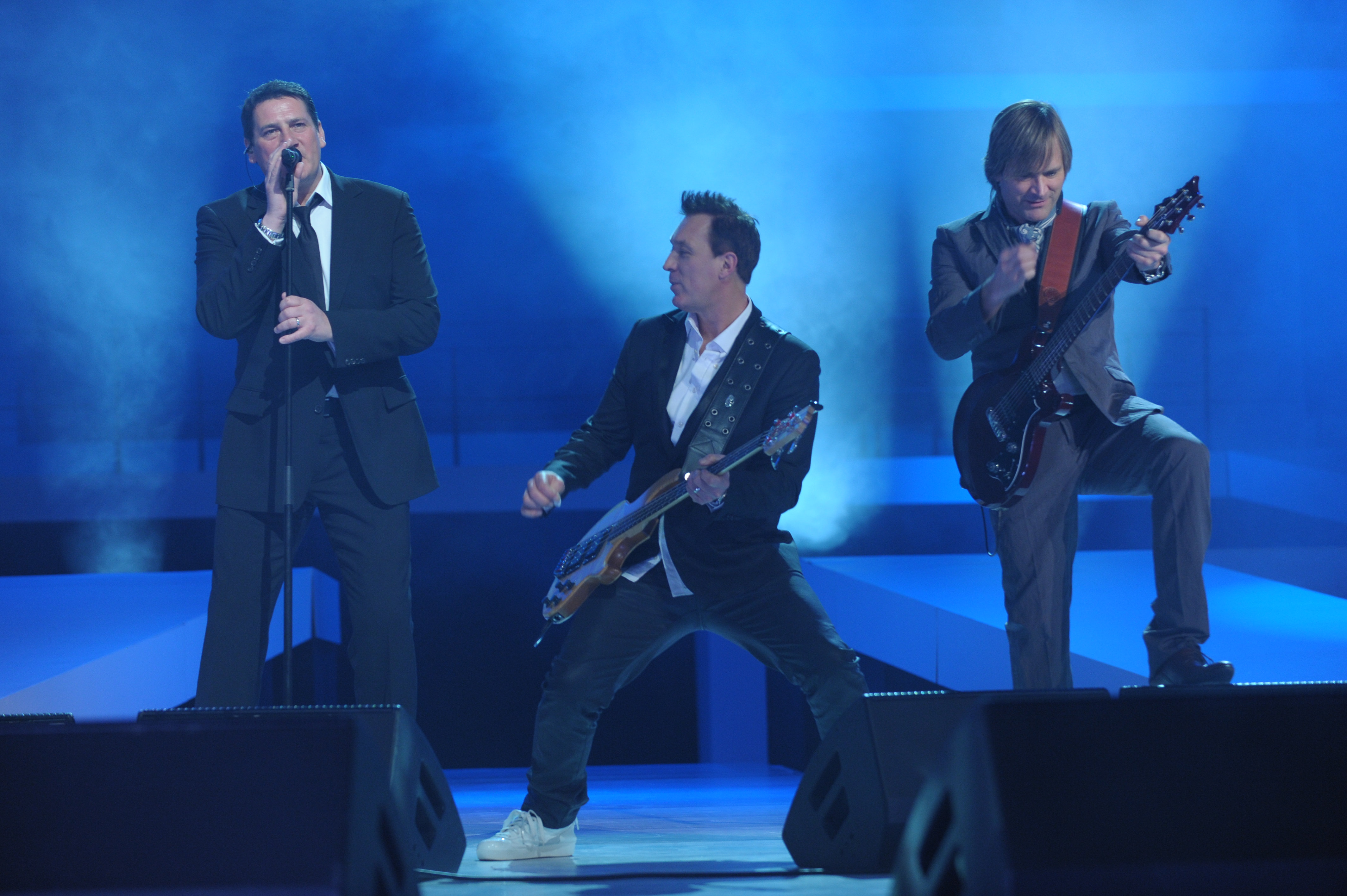
Spandau Ballet live vid Michalsky StyleNite 2011.

### Album
- Journeys to Glory (1981)
- Diamond (1982)
- True (1983)
- Parade (1984)
- Through the Barricades (1986)
- Heart like a Sky (1989)
- Once More (2009)

### Livealbum
- Live from the N.E.C. (2005)

### Samlingar
- The Singles Collection (1985)
- The Twelve Inch Mixes (1986)
- The Best of Spandau Ballet (1991)
- The Collection (1999)
- Original Gold (2000)
- Gold - The Best Of Spandau Ballet (2001)
- Reformation (2002)
- The Twelwe Inch Mixes (2003)
- The Collection II (2004)
- The Ultra Selection (2005)
- Singles, Rarities & Remixes (2006)
- Essential (2011)
- The Albums 1980-1984 (2012)